# Folre (armes)

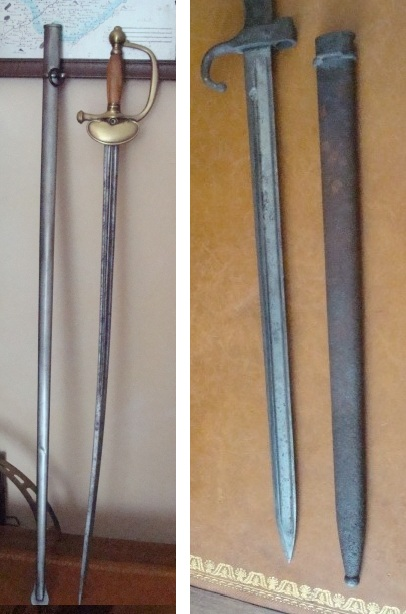
Folre d'espasa i de baioneta

El folre, beina o baina és un estoig per a la fulla d'una arma blanca dreta, i de certs instruments tallants o punxants, com ara tisores, punxons, ganivets, i d'alguns objectes prims i allargats, per ex. un paraigua o una escopeta. Les armes que tenen el més sovint un folre són les dagues, els punyals i les espases. Per a un ganivet, hom parlarà més de bon grat d'estoig. Els folres tenen per la major part una construcció rígida, amb una ànima de fusta o de metall que pot ésser recobert de cuir, mentre que els estoigs són principalment composts de cuiro. En tots dos casos plàstics més on menys rígids poden reemplaçar aquests materials actualment.
Les armes blanques no han pas sempre estat protegides per un folre. Quan ho foren, les baines van ser prou ràpidament reforçades en els punts fràgils, sobretot el fons de folre on la fulla a la vegada pesava més i, aprimada, era la més fàcil de deteriorar. El reforç nascut per a compensar es diu la boterola o estampidor.
Les beines tardanes eren granment ornamentades, tant més que l'arma es sortia rarament.

Espasa amb el seu folre (en francès).